# 夜想曲第2番 (ショパン)
夜想曲第2番 変ホ長調 作品9-2 は、フレデリック・ショパンが1831年に作曲したピアノのための夜想曲。翌1832年に出版された。献呈はベルリオーズの元婚約者でピアノ製作会社プレイエル社長カミーユ・プレイエルの妻マリーに対し行われた。

## 概要
この曲は全21曲あるショパンの夜想曲の中でも最もよく知られた曲である。この作品は作品9-1と同様、ジョン・フィールドからの影響を強く受けている。しかしながら、甘美な旋律が装飾されて繰り返されるだけなので、それほど内容があるとは言えない、という考え方もある。また、ショパンはしばしば次の例のような変奏を行っていたといわれ、弟子の楽譜にも変奏の例が書き込まれている。

## 構成
変ホ長調、アンダンテ、8分の12拍子。

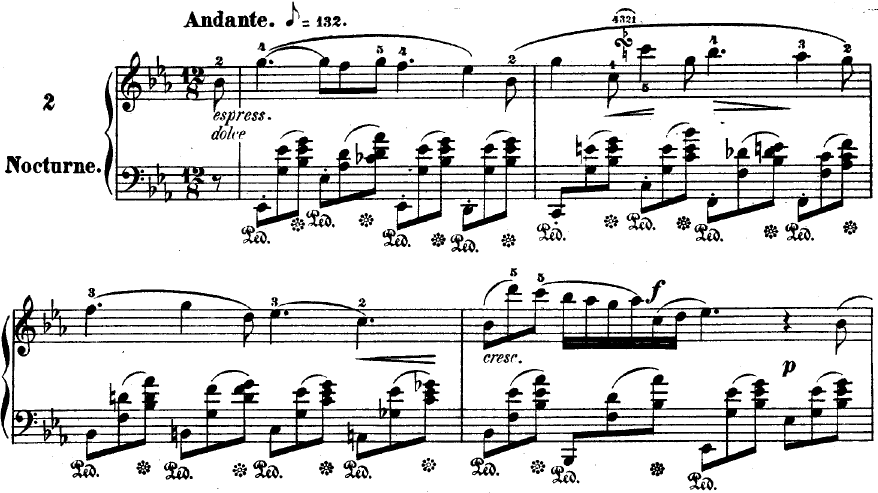
冒頭部分

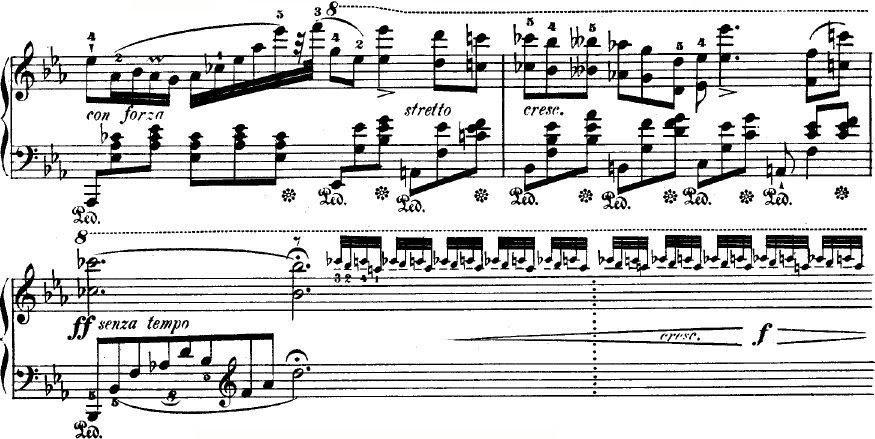
コーダ部分

ロンド形式風の"A-A-B-A-B-A-コーダ"という構成となっている。始終右手は装飾音で飾られた旋律を歌い、左手は同じリズムの旋律が繰り返される。旋律は再現のたびに装飾的に変奏され、ここにはショパンのイタリア・オペラの装飾的歌唱からの影響が見られる。

## 夜想曲第2番を使用した作品

### 楽曲
- To Love Again - 1956年に公開されたアメリカ映画「愛情物語」の主題曲で、カーメン・キャバレロがこの曲をアレンジ、演奏したものになっている。
- 恋想曲 - 黒瀬真奈美 with 12人のヴァイオリニストのシングル。この曲を大幅にアレンジしたものに歌詞を付けて歌っている。
- 4.A.M Nocturne - サンライズ制作のアニメ「クラシカロイド」挿入曲（作詞・編曲 - EHAMIC /歌 - ギャラ子（ボーカロイド））。
- Étoile Mascarade - Erii（山崎エリイ）のシングルのカップリング。山崎の希望で、幼少期からよく聴いていた「ノクターン第2番」とドビュッシー「アラベスク第1番」をサンプリングしている[3]。
- シンガーソングライター、さだまさしのアルバム「自分症候群」の中の曲「風が伝えたあいの唄」の一部で、ややアレンジされた形で使われている。

### 演劇
- オルフェウスの窓 -イザーク編-(宝塚歌劇)

作品のテーマが音楽に関連し、主な舞台のひとつが音楽学校である。劇中でモチーフの曲として使用されている。

### 映像作品
- グラスリップ - P.A.WORKS制作のアニメ作品。第2話他にて、BGMとして使用。
- ヘタリア Axis Powers - Webアニメ。第1期の第6話冒頭部分で使用されている。
- 少女終末旅行 - WHITE FOX制作のアニメ作品。第12話前半『接続』にて使用。
- スーパーカブ(アニメ) - 第10話冒頭。
- うる星やつら　- 高橋留美子原作 によるテレビアニメ。他の楽器によるアレンジではあるが BGMとして明らかにこの曲と分かる旋律を使用しているエピソードがある。
- スーパーヅガン- 片山まさゆき原作 によるテレビアニメ。アレンジではあるがこの曲とわかるBGMが１話のラストで使用されている。

### ゲーム
- 銀河英雄伝説 (ゲーム) - 徳間書店インターメディアから発売されたシミュレーションゲーム。アレンジされたものがBGMとして使用されている。
- 夜想曲 - ビクターインタラクティブソフトウエア（現・マーベラス）から発売されたサウンドノベル。作中でBGMとして使用されている。
- トラスティベル 〜ショパンの夢〜 - バンダイナムコゲームス（現・バンダイナムコエンターテインメント）から発売されたロールプレイングゲーム。第5章の題名に「夜想曲」が使われ、作中でもスタニスラフ・ブーニンが演奏したこの曲が使用されている。
- とんがりボウシと魔法の365にち - コナミデジタルエンタテインメントから発売されたコミュニケーションゲーム。アレンジされたものがBGMとして使用されている。
- アーメン・ノワール - アイディアファクトリー（オトメイト）から発売されたアドベンチャーゲーム。作中でBGMとして使用されている。

### その他
- au - 2017年2月より放送されている三太郎シリーズのテレビCM「本命？」篇で、この曲をアレンジしたものがBGMとして使用されている[4]。
- マツコ&有吉の怒り新党 - テレビ朝日で放送されているトークバラエティ番組。2016年4月20日から始まったミニコーナー「今週の怒られたさん」で、この曲がBGMとして使用されている。
- 台北捷運松山新店線 - 各駅の接近メロディとして本曲をアレンジしたものが用いられている。
- セイコーホールディングス - セイコーファンタジアのED曲としても使用されている。

## 関連
- オルフェウスの窓